# 西村康雄
西村 康雄（にしむら やすお、1931年10月9日 - 2002年3月27日）は、日本の運輸官僚。

## 来歴・人物
東京都出身。1954年に東京大学法学部を卒業し、同年に運輸省に入省。運輸官房文書課長、官房審議官などを経て、1984年に航空局長に就任し、1986年を以って、退官。日本開発銀行理事、1988年7月に東京都地下鉄建設社長を経て、1993年4月から1998年10月に国鉄清算事業団理事長を務めた。
2002年3月27日、膀胱癌のために死去。70歳没。